# Sant'Ambrogio della Massima (diaconia)
Sant'Ambrogio della Massima (in latino Diaconia Sancti Ambrosii de Maxima) è una diaconia istituita da papa Francesco il 30 settembre 2023. Il titolo insiste sulla chiesa di Sant'Ambrogio della Massima.
Dal 30 settembre 2023 il titolare è il cardinale italiano Claudio Gugerotti, prefetto del Dicastero per le Chiese orientali.

## Titolari
- Claudio Gugerotti, dal 30 settembre 2023